# Lilia Osterloh
Lilia Osterloh (née le 7 avril 1978 à Columbus, Ohio) est une joueuse de tennis américaine, professionnelle depuis août 1997.
En 2000, elle a accédé au 4e tour dans deux épreuves du Grand Chelem : à Wimbledon (battue par Magüi Serna) et à l'US Open (par Elena Dementieva).
Pendant sa carrière, Lilia Osterloh a gagné trois titres en double dames sur le circuit WTA.

## Palmarès

### Titres en double dames
| No | Date       | Nom et lieu du tournoi             | Catégorie | Dotation  | Surface    | Partenaire          | Finalistes                      | Score    |          |
| -- | ---------- | ---------------------------------- | --------- | --------- | ---------- | ------------------- | ------------------------------- | -------- | -------- |
| 1  | 16/10/2000 | Heineken Open Shanghai             | Tier IVa  | 140 000 $ | Dur (ext.) | Tamarine Tanasugarn | Rita Grande Meghann Shaughnessy | 7-5, 6-1 | Parcours |
| 2  | 31/12/2007 | ASB Classic Auckland               | Tier IV   | 145 000 $ | Dur (ext.) | Mariya Koryttseva   | Martina Müller B. Z. Strýcová   | 6-3, 6-4 | Parcours |
| 3  | 11/10/2010 | HP Japan Women's Open Tennis Osaka | Intern'l  | 220 000 $ | Dur (ext.) | Chang Kai-Chen      | Shuko Aoyama Rika Fujiwara      | 6-0, 6-3 | Parcours |

### Finale en double dames
| No | Date       | Nom et lieu du tournoi         | Catégorie | Dotation  | Surface    | Vainqueures                     | Partenaire           | Score         |          |
| -- | ---------- | ------------------------------ | --------- | --------- | ---------- | ------------------------------- | -------------------- | ------------- | -------- |
| 1  | 18/10/1999 | Eurotel Slovak Open Bratislava | Tier IVb  | 110 000 $ | Dur (int.) | Kim Clijsters Laurence Courtois | Olga Barabanschikova | 6-2, 3-6, 7-5 | Parcours |

## Parcours en Grand Chelem

### En simple dames
| Année | Open d'Australie | Open d'Australie | Internationaux de France | Internationaux de France | Wimbledon       | Wimbledon           | US Open         | US Open           |
| ----- | ---------------- | ---------------- | ------------------------ | ------------------------ | --------------- | ------------------- | --------------- | ----------------- |
| 1996  | -                | -                | -                        | -                        | -               | -                   | 2e tour (1/32)  | Elena Likhovtseva |
| 1997  | -                | -                | -                        | -                        | -               | -                   | 3e tour (1/16)  | Irina Spîrlea     |
| 1998  | -                | -                | -                        | -                        | 1er tour (1/64) | Kimberly Po         | -               | -                 |
| 1999  | 1er tour (1/64)  | Martina Hingis   | 2e tour (1/32)           | Jennifer Capriati        | 1er tour (1/64) | Karen Cross         | 1er tour (1/64) | Samantha Reeves   |
| 2000  | 1er tour (1/64)  | Patty Schnyder   | 1er tour (1/64)          | Amélie Mauresmo          | 4e tour (1/8)   | Magüi Serna         | 4e tour (1/8)   | Elena Dementieva  |
| 2001  | 1er tour (1/64)  | Elena Dementieva | 1er tour (1/64)          | Joannette Kruger         | 3e tour (1/16)  | Conchita Martínez   | 2e tour (1/32)  | Jelena Dokić      |
| 2002  | 1er tour (1/64)  | Silvia Farina    | 1er tour (1/64)          | Ľudmila Cervanová        | 1er tour (1/64) | Martina Suchá       | 1er tour (1/64) | Tatiana Panova    |
| 2003  | -                | -                | -                        | -                        | 1er tour (1/64) | Maria Elena Camerin | -               | -                 |
| 2005  | -                | -                | 1er tour (1/64)          | Tatiana Golovin          | 1er tour (1/64) | Barbora Strýcová    | -               | -                 |
| 2006  | -                | -                | -                        | -                        | 1er tour (1/64) | V. Kutuzova         | -               | -                 |
| 2008  | 1er tour (1/64)  | Patty Schnyder   | 1er tour (1/64)          | Milagros Sequera         | -               | -                   | -               | -                 |

À droite du résultat, l’ultime adversaire.

### En double dames
| Année | Open d'Australie                | Open d'Australie        | Internationaux de France     | Internationaux de France   | Wimbledon                     | Wimbledon                | US Open                      | US Open                   |
| ----- | ------------------------------- | ----------------------- | ---------------------------- | -------------------------- | ----------------------------- | ------------------------ | ---------------------------- | ------------------------- |
| 1995  | -                               | -                       | -                            | -                          | -                             | -                        | 1er tour (1/32) S. Halsell   | Kathy Rinaldi Robin White |
| 1996  | -                               | -                       | -                            | -                          | -                             | -                        | 1er tour (1/32) S. Reeves    | S. Appelmans M. Oremans   |
| 1998  | -                               | -                       | -                            | -                          | 2e tour (1/16) Maureen Drake  | F. Labat D. Monami       | 3e tour (1/8) M. Washington  | Amy Frazier K. Schlukebir |
| 1999  | 1er tour (1/32) M. Washington   | F. Labat D. Monami      | 2e tour (1/16) A. Olsza      | Silvia Farina K. Habšudová | 2e tour (1/16) A. Olsza       | K. Boogert A. Sidot      | 2e tour (1/16) A. Olsza      | C. Martínez P. Tarabini   |
| 2000  | 1er tour (1/32) Barabanschikova | N. Dechy Alicia Molik   | 1er tour (1/32) A. Ellwood   | Tina Križan K. Srebotnik   | 1er tour (1/32) Vanessa Webb  | Chanda Rubin S. Testud   | 2e tour (1/16) A. Stevenson  | S. Williams V. Williams   |
| 2001  | 2e tour (1/16) A. Stevenson     | K. Boogert M. Oremans   | 1er tour (1/32) Alicia Molik | Jelena Dokić C. Martínez   | 1er tour (1/32) R. Kolbovic   | R. McQuillan Lisa McShea | 1er tour (1/32) Kim Grant    | J. Capriati M. Hingis     |
| 2002  | 1er tour (1/32) Julie Pullin    | T. Garbin Rita Grande   | 1er tour (1/32) de los Ríos  | Åsa Svensson Tulyaganova   | 1er tour (1/32) de los Ríos   | C. Barclay C. Wheeler    | -                            | -                         |
| 2004  | -                               | -                       | -                            | -                          | -                             | -                        | 1er tour (1/32) Shenay Perry | Cara Black Rennae Stubbs  |
| 2005  | -                               | -                       | -                            | -                          | 1er tour (1/32) Yuliana Fedak | J. Russell M. Santangelo | -                            | -                         |
| 2006  | -                               | -                       | -                            | -                          | 1er tour (1/32) Ahsha Rolle   | S. Cohen M. J. Martínez  | 1er tour (1/32) Ahsha Rolle  | Navrátilová Nadia Petrova |
| 2007  | -                               | -                       | -                            | -                          | 1er tour (1/32) S. Arvidsson  | Sania Mirza Shahar Peer  | 1er tour (1/32) E. Gallovits | Peng Shuai Yan Zi         |
| 2008  | 1er tour (1/32) Jill Craybas    | J. Husárová F. Pennetta | -                            | -                          | -                             | -                        | -                            | -                         |

Sous le résultat, la partenaire ; à droite, l’ultime équipe adverse.

### En double mixte
| Année | Open d'Australie | Open d'Australie | Internationaux de France | Internationaux de France | Wimbledon                     | Wimbledon               | US Open                    | US Open                     |
| ----- | ---------------- | ---------------- | ------------------------ | ------------------------ | ----------------------------- | ----------------------- | -------------------------- | --------------------------- |
| 1997  | -                | -                | -                        | -                        | -                             | -                       | 1er tour (1/16) Bob Bryan  | L. Neiland A. Olhovskiy     |
| 1999  | -                | -                | 2e tour (1/16) Bob Bryan | Likhovtseva M. Woodforde | 1er tour (1/32) Brandon Coupe | Alicia Molik D. Johnson | 1/4 de finale S. Humphries | A. Stevenson Brian MacPhie  |
| 2000  | -                | -                | -                        | -                        | -                             | -                       | 2e tour (1/8) J. Stark     | Rennae Stubbs T. Woodbridge |
| 2001  | -                | -                | -                        | -                        | 1er tour (1/32) Sprengelmeyer | Navrátilová Max Mirnyi  | -                          | -                           |
| 2005  | -                | -                | -                        | -                        | -                             | -                       | 1er tour (1/16) Kevin Kim  | V. Ruano Stephen Huss       |

Sous le résultat, le partenaire ; à droite, l’ultime équipe adverse.

## Classements WTA en fin de saison

### En simple
| Année | 1996 | 1997 | 1998 | 1999 | 2000 | 2001 | 2002 | 2003 | 2004 | 2005 | 2006 | 2007 | 2008 | 2009 | 2010 |
| Rang  | 195  | 194  | 111  | 80   | 44   | 55   | 156  | 180  | 120  | 143  | 114  | 94   | 205  | 139  | 239  |

Source : (en) « Classements de Lilia Osterloh », sur le site officiel du WTA Tour

### En double
| Année | 1996 | 1997 | 1998 | 1999 | 2000 | 2001 | 2002 | 2003 | 2004 | 2005 | 2006 | 2007 | 2008 | 2009 | 2010 |
| Rang  | 814  | 404  | 121  | 84   | 108  | 118  | 149  | 175  | 154  | 153  | 223  | 161  | 121  | 163  | 88   |

Source : (en) « Classements de Lilia Osterloh », sur le site officiel du WTA Tour